# Selçuk Öztürk
Selçuk Öztürk (Büyükkışla, Turkije, 8 april 1972) is een Nederlands voormalig politicus van Turkse afkomst.

## Politieke carrière

### Gemeentelijke en provinciale loopbaan
Öztürk kwam op 3-jarige leeftijd uit Turkije naar Nederland; zijn vader was fabrieksarbeider. Hij was in Roermond als ondernemer actief en was er van 1998 tot 2013 lid van de gemeenteraad voor de Partij van de Arbeid. Van 2011 tot 2012 was hij tevens lid van de Provinciale Staten van Limburg voor de PvdA. Hij kwam in januari 2012 in het nieuws toen een e-mail van Limburgs Statenlid Cor Bosman (PVV) uitlekte waarin hij Öztürk uitmaakte voor een stuk uitgekotst halalvlees van een Turks varken.

### Lid Tweede Kamer
Öztürk was vanaf 8 november 2012 lid van de Tweede Kamer. Na de verkiezingen van maart 2021 keerde hij niet terug. Bij zijn afscheid op 30 maart 2021 werd hij benoemd tot Ridder in de Orde van Oranje Nassau. Öztürk was als Kamerlid onder meer woordvoerder voor binnenlandse zaken, economische zaken en defensie. Zijn filmpjes op sociale media van het stemgedrag van medeleden met een migratieachtergrond en felle debatbijdragen brachten hem soms in aanvaring met de Kamervoorzitter.

#### Breuk met PvdA
Op 13 november 2014 verliet hij samen met collega Tunahan Kuzu de PvdA-fractie, nadat zij niet bereid bleken hun vertrouwen uit te spreken in de opstelling van de eigen fractie in het integratiedebat en in het integratiebeleid van minister Lodewijk Asscher. Het vertrek zorgde voor veel commotie. Aan het einde van de laatste fractievergadering riep Öztürk naar het PvdA-Kamerlid Ahmed Marcouch Moge Allah je straffen! omdat hij het niet met Marcouch eens was. Öztürk heeft ervoor gekozen om samen met Kuzu in de Kamer te blijven als lid van Groep Kuzu/Öztürk. Later werd hij voorzitter van Vereniging Politieke Beweging DENK.

#### Karaktermoord
In juni 2016 publiceerde NRC Handelsblad een artikel waarin het stelde dat Öztürk eerder als raadslid een dubieuze vastgoeddeal had gesloten, die hem zelf tienduizenden euro's voordeel opleverde. Volgens DENK was hier sprake van leugens en karaktermoord. Öztürk zou nog altijd verdienen aan deze dubieuze vastgoedconstructie en dit belang verhullen voor de openbare registers van de Tweede Kamer. NRC gaf op 20 juli 2020 toe er volledig naast te hebben gezeten. Op 14 februari 2018 verscheen de anderhalf uur durende EO-documentaire Onze manier van leven van Jack Janssen waarin hij in de aanloop naar de Tweede Kamerverkiezingen van maart 2017 de oprichter van nabij volgt.

#### Lijsttrekker Eerste Kamerverkiezingen 2019
Voor de Eerste Kamerverkiezingen van 27 mei 2019 was Öztürk lijsttrekker, maar wist geen zetel te behalen.

#### Ontwikkelingen binnen DENK
Öztürk kwam als mede-partijoprichter van DENK in maart 2020 in het nieuws door het opstappen van Kuzu als politiek leider van DENK. NRC Handelsblad publiceerde een artikel waarin Kuzu stelde dat hij door Öztürk werd gechanteerd en onder druk werd gezet op te stappen. Kort daarop werd bekend dat fractievoorzitter Farid Azarkan het partijbestuur van DENK, inclusief Öztürk, opriep te vertrekken. Het bestuur weigerde uit zichzelf op te stappen en gaf aan dat de toekomst aan de leden is.
Op 6 juni 2020 stopte Öztürk per direct als voorzitter van DENK.

## Persoonlijk
Öztürk is getrouwd en heeft vier kinderen.
- Parlement.com: vj2uv164l5zq